# Великий тато (фільм, 1999)
«Великий тато» (англ. Big Daddy) — кінокомедія 1999 року з Адамом Сендлером у головній ролі.
Фільм вийшов на екрани 25 червня 1999 року і посів перше місце в прокаті, зібравши за перший вікенд 41,5 мільйона доларів. Він став сьомим найкасовішим фільмом 1999 року і залишався найкасовішим фільмом Сендлера на батьківщині до «Монстри на канікулах 2» (2015). Фільм був номінований на п'ять премій «Золота малина», а Сендлер переміг у категорії «Найгірша чоловіча роль».

## Сюжет
Санні Коуфакс — 32-річна велика дитина. Він безтурботно живе зі своєю подружкою, працюючи один раз на тиждень. Тут виявляється, що у його друга, який перебуває зараз у відрядженні, є син і про нього треба подбати. Санні видає себе за його батька до повернення друга додому. Санні бере на себе турботу за хлопчиком. Санні навчає хлопчика витівкам, кадрить за його допомогою дівчину і втягує малюка у свій спосіб життя. Лише поступово до Санні приходить розуміння величини відповідальності за дитину — так поступово дорослішає і Санні, і його підопічний Джуліан.

## В ролях
- Адам Сендлер — Санні Коуфакс
- Джой Лорен Адамс — Лейла
- Джон Стюарт — Кевін
- Ділан і Коул Спроус — Джуліан.
- Роб Шнайдер — розносник піци
- Леслі Манн — Корінн
- Аллен Коверт — Філ
- Стів Бушемі — бомж
- Крісті Суонсон — Ванесса
- Джон Мостел — Артур Брукс
- Джекі Сендлер — Офіціантка
- Тім Херліхи — Кенгуру, що співає
- Джордж Холл — старий водій

## Знімальна група
- Режисер — Денніс Дуган
- Сценарій — Стів Франкс, Адам Сендлер
- Продюсери — Джозеф Караччіоло, Адам Сендлер, Аллен Коверт, Майкл Хордсворт, Роберт Саймондс
- Композитор — Тедді Кастелуччі

## Нагороди та номінації
| Рік  | Премія                           | Категорія                                                                                      | Результат |
| ---- | -------------------------------- | ---------------------------------------------------------------------------------------------- | --------- |
| 2000 | Blockbuster Entertainment Awards | Favorite Actor — Comedy: Адам Сендлер                                                          | Перемога  |
| 2000 | Blockbuster Entertainment Awards | Favorite Supporting Actor-Comedy: Коул Спроус & Ділан Спроус                                   | Номінація |
| 2000 | Blockbuster Entertainment Awards | Favorite Supporting Actress — Comedy: Джой Лорен Адамс                                         | Номінація |
| 2000 | BMI Film & TV Awards             | Тедді Кастелуччі                                                                               | Перемога  |
| 2000 | GLAAD Media Awards               | Outstanding Film                                                                               | Номінація |
| 2000 | Золота малина                    | Worst Actor: Адам Сендлер                                                                      | Перемога  |
| 2000 | Золота малина                    | Worst Screenplay: Стів Франкс, Тім Герліхі & Адам Сендлер                                      | Номінація |
| 2000 | Kids' Choice Awards              | Favorite Movie                                                                                 | Перемога  |
| 2000 | Kids' Choice Awards              | Favourite Movie Actor — Адам Сендлер                                                           | Перемога  |
| 2000 | MTV Movie + TV Awards            | Best Comedic Performance — Адам Сендлер                                                        | Перемога  |
| 2000 | MTV Movie + TV Awards            | Best Male Performance — Адам Сендлер                                                           | Номінація |
| 2000 | MTV Movie + TV Awards            | Best On-Screen Duo — Адам Сендлер, Коул Спроус, Ділан Спроус                                   | Номінація |
| 2000 | People's Choice Awards           | Favorite Comedy Motion Picture                                                                 | Перемога  |
| 1999 | Teen Choice Awards               | Film — Movie of the Summer                                                                     | Перемога  |
| 2000 | Young Artist Awards              | Best Performance in a Feature Film — Young Actor Age Ten або Under: Коул Спроус & Ділан Спроус | Номінація |
| 1999 | YoungStar Awards                 | Best Performance by Young Actor in Comedy Film: Коул Спроус & Ділан Спроус                     | Номінація |

## Саундтрек
Список пісень:
1. «Sweet Child o' Mine» by Sheryl Crow (Guns N' Roses cover)
2. When I Grow Up by Garbage
3. «Peace Out» Adam Sandler.
4. Just Like This by Limp Bizkit
5. «Only Love Can Break Your Heart» Everlast (a Neil Young cover)
6. «Ga Ga» by Melanie C
7. «What Is Life» за Джорджа Харрісона, поміщений у фільмі за Shawn Mullins
8. «The Kiss» by Adam Sandler (a sound clip from a scene in the movie)
9. «Instant Pleasure» by Rufus Wainwright
10. Ooh La La by The Wiseguys
11. «Sid» by Adam Sandler (a sound clip from a scene in the movie)
12. «If I Can't Have You» by Yvonne Elliman
13. «Smelly Kid» by Adam Sandler (a sound clip from a scene in the movie)
14. «Passin' Me By» by The Pharcyde (a sound clip from a scene in the movie)
15. «Rush» by Big Audio Dynamite
16. «Hooters» by Allen Covert (a sound clip from a scene in the movie)
17. «Babe» by Styx
18. «Overtime» by Adam Sandler (a sound clip from a scene in the movie)
19. The Kangaroo Song by Tim Herlihy (made specifically for the movie)
20. The Best of Times by Styx (only a portion of the song)

Інші пісні, що використовуються у фільмі:
- «Dancing in the Moonlight» by The CrownSayers (originally done by King Harvest)
- «Sweet Dreams (Are Made of This)» by Eurythmics
- «Sweet Child o' Mine» як re-recorded version, так і з live version played by Guns N' Roses mixed with recording with the 1999 Guns N' Roses lineup
- «Jump» by Van Halen background music on answering machine message в Sonny's apartment
- «Growin' Up»[уточнити] by Bruce Springsteen
- «Save It For Later» by Harvey Danger (originally by The English Beat)
- «Blue Collar Man (Long Nights)» by Styx
- «Eye of the Tiger» by Survivor
- Night's Interlude by Nightmares on Wax
- «Fooled Around and Fell in Love» by Elvin Bishop

Пісні з трейлера:
- «Doo Wa Ditty (Blow That Thing)» by Zapp and Roger
- «You Get What You Give» by New Radicals